# پسران عاقل
پسران عاقل یک مجموعه تلویزیونی محصول سال ۱۳۷۷–۱۳۷۶ به کارگردانی فریدون حسن‌پور،   و تهیه‌کنندگی ایرج محمدی می‌باشد که از برنامه کودک و نوجوان شبکه ۲ پخش شد.

## بازیگران
- اکبر دودکار (بازیگر میهمان)
- سروش خلیلی
- رضا فیاضی (بازیگر میهمان)
- سروش خلیلی (بازیگر میهمان)
- محمود بصیری
- پروین سلیمانی
- آرش نوذری
- گیتی معینی
- محمدعلی ورشوچی (بازیگر میهمان)
- رضا خندان (بازیگر میهمان)
- ماندانا اصلانی
- فاطمه طاهری (بازیگر میهمان)
- مینا نوروزی فرد
- شعبان رنگی وند
- احمدرضا اسعدی
- رؤیا امینیان
- فاطمه صادقی (بازیگر)
- فرشاد ارج
- زهرا محمدی
- شمسی شمس الدینی
- احمد موبران
- فرشید احمدی
- محمدرضا پورمحمدی
- امیر نوری
- پیمان هژبری
- وحید غلامی
- علیرضا طهماسبی(بازیگر)
- مهدی بوستان پرور
- افشین آقائی
- هنگامه خشندیش
- محمد عارف زاده
- امیر قربانی
- حبیب ثامنیه
- ابراهیم عزت خواه
- شاهپور دلدار
- بهزاد مشایخی
- فاطمه ناصری
- شکوفه کریمی نائینی
- آرزو کوهستانی
- امیر رحمانی (بازیگر)
- محمد قلی‌زاده
- علیرضا جمالی
- فرهاد شهرستانی
- ابراهیم هاشم بیگی
- محمد رضوی (بازیگر)
- سجاد همتیار
- محمد افشار
- مهدی قبادی
- محمدجواد مشفق
- عزیزالله ارجونی
- مصطفی کریمی
- مهتاب حسن پور
- سامان عباسی
- غلامرضا تاجیک